# Silene schafta
Silene schafta är en nejlikväxtart som beskrevs av Gmel. och Rudolph Friedrich Hohenacker. Silene schafta ingår i släktet glimmar, och familjen nejlikväxter. Inga underarter finns listade i Catalogue of Life.

## Bildgalleri

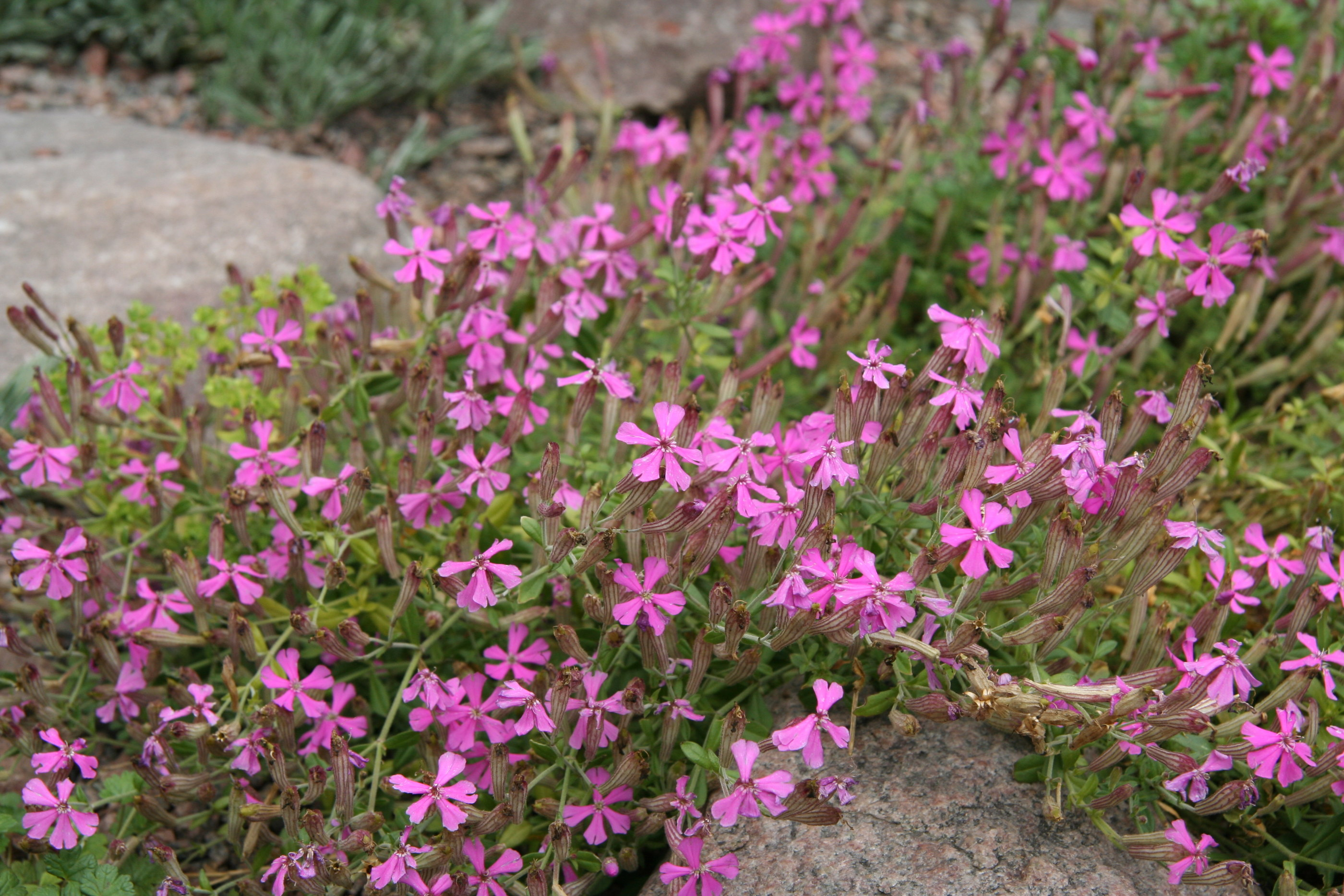
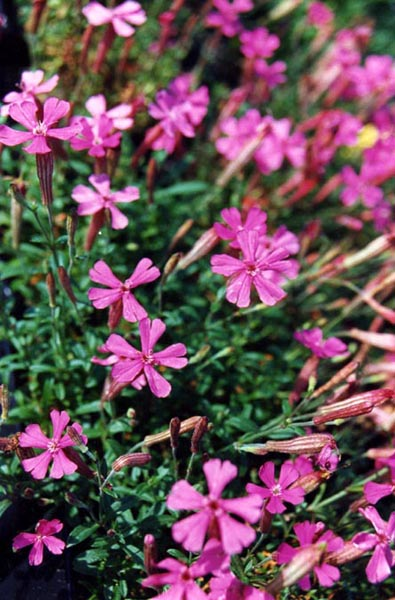